# Huawei Honor 6x
Huawei Honor 6X je chytrý telefon vyvinutý společností Huawei. Tento model jako první smartphone řady Huawei Honor nabízí duální fotoaparát. Zařízení se prodává od října 2016.[zdroj?]

## Specifikace
Honor 6X stejně jako jeho předchůdce Honor 5X nabízí 5,5-palcový displej s rozlišením 1080p (Full HD) a tento displej je překryt 2,5D vyřezávaným sklem. Telefon dále disponuje snímačem otisku prstů, který je umístěn na zadní části telefonu, přímo pod duálním fotoaparátem. U zadního fotoaparátu má jedna čočka 12 MP (Megapixel) a druhá 2 MP. Tato druhá čočka más sloužit ke zlepšení hloubky a ostrosti fotografie. Telefon má také přední fotoaparát s rozlišením 8 MP. Oba fotoaparáty pořizují foto a video ve Full HD kvalitě.
Telefon je vybaven 8 jádrovým procesorem Kirin 655 o taktu 2,1 GHz (Gigahertz), 3 GB operační paměti (RAM) a 32 GB úložného prostoru, který je možno rozšířit na 128 GB SD kartou. V telefonu je umístěna 3340 mAh baterie, která je napájena přes Micro-USB konektor.
Celý telefon funguje na platformě Android 6.0 Marshmallow spolu s EMUI 5.0.